# پینو دوناجو
پینو دوناجو (انگلیسی: Pino Donaggio؛ زادهٔ ۲۴ نوامبر ۱۹۴۱) آهنگساز اهل ایتالیا است. وی در بورانو (جزیره‌ای در ونیز) در خانواده‌ای موسیقی‌دان متولد شد. وی به طور مکرر با برایان دی پالما کار می‌کند و موسیقی بسیاری از فیلم‌های وی از جمله کری، با یک نگاه، همه زن‌ها اینگونه‌اند، چیزی زیر لباس نیست، شبح مرگ، یک مرد محترم، زمین ما، ماجراهای هرکول و در لباسی خیره‌کننده را نوشته است.